# Ituni
Ituni – miasto w Gujanie; 4 600 mieszkańców (2006). Przemysł spożywczy, włókienniczy, chemiczny, spożywczy.